# Wynton Rufer
Wynton Alan Whai „Kiwi“ Rufer, CNZM (* 29. Dezember 1962 in Wellington) ist ein neuseeländisch-schweizerischer Fußballtrainer und ehemals aktiver Fußballspieler. Den Spitznamen „Kiwi“ erhielt er aufgrund seiner Herkunft – der Kiwi ist in Neuseeland ein nationales Symbol.

## Karriere

### Spielerlaufbahn
Wynton Rufer, Sohn eines Schweizers und einer Māori, wuchs in Neuseeland auf und begann, bei Wellington Diamond United Fußball zu spielen. Bald wurde er in die Neuseeländische Nationalmannschaft berufen, wo Talentspäher von Norwich City auf ihn aufmerksam wurden. Rufer wurde im Sommer 1981 nach England zu einem Trainingsspiel eingeladen und erhielt anschließend sofort einen Profivertrag.
Nach sechs Monaten in England kehrte Rufer nach Neuseeland zurück, er unterschrieb bei Miramar Rangers.
Im Juli 1982 erhielt er ein Angebot des Schweizer Erstligisten FC Zürich. Dort blieb er vier Jahre lang und erzielte in 100 Spielen 43 Tore. 1987 unterschrieb der Stürmer beim FC Aarau und ein Jahr später bei Grasshopper Club Zürich. Bei beiden Vereinen war Ottmar Hitzfeld sein Trainer. In dieser Zeit erhielt Rufer den Schweizer Pass und wurde auch in das Militär einberufen.

#### Werder Bremen
Von 1989 bis 1994 spielte Rufer bei Werder Bremen, wo er in 174 Bundesligaspielen 59 Tore erzielte, davon 10 durch Elfmeter. Dort gewann er unter Trainer Otto Rehhagel 1991 und 1994 zweimal den DFB-Pokal und 1993 die deutsche Meisterschaft. Am 6. Mai 1992 gewann er mit Werder den Europapokal der Pokalsieger und schoss im Finale gegen den AS Monaco das Tor zum 2:0-Endstand.
Insgesamt erzielte der Angreifer für Werder 20 Tore in den europäischen Vereinswettbewerben und zwei im DFB-Pokal. 1993/94 wurde Rufer mit 8 Treffern gemeinsam mit Ronald Koeman Torschützenkönig der UEFA Champions League.

#### Weitere Stationen
Zu Jahresbeginn 1995 spielte er in Japan bei JEF United. Zur Winterpause 1996/1997 unterschrieb er beim in die 2. Bundesliga abgestiegenen 1. FC Kaiserslautern. Dort wurde er wie in Bremen von Otto Rehhagel trainiert.
Für die Roten Teufel erzielte er in 14 Spielen vier Tore und trug damit zum Aufstieg des FCK bei. Rufer entschloss sich dann, nicht mehr in der Bundesliga zu spielen und ging nach Neuseeland zurück, um seine Karriere bei North Shore United und bei den Auckland Kingz ausklingen zu lassen.

#### Nationalmannschaft
Er bestritt zwischen 1980 und 1997 23 Länderspiele für die All Whites, das neuseeländische Nationalteam, und nahm an der Weltmeisterschaft 1982 in Spanien teil, wobei er in allen drei Spielen zum Einsatz kam, u. a. gegen Rekordweltmeister Brasilien. Zudem kam er in 15 inoffiziellen Spielen der Nationalmannschaft zum Einsatz und erzielte dabei insgesamt fünf Tore.

#### Spielweise
Marco Bode, der Rufer aus seiner gemeinsamen Zeit bei Werder kennt, sagte über ihn: "Wynton war ein kompletter Neuner. Er hat nicht nur im Strafraum gewartet, sondern war - ein bisschen wie Harry Kane auch - schon ein Mittelstürmer, der sich immer auch mal hat fallen lassen, dazu beidfüßig und kopfballstark. Vom Potenzial her war er einer der Besten, mit denen ich zusammengespielt habe."
Bekannt war Rufer außerdem für seine Elfmeter. Meist holte er mit dem Schussbein weit aus und verzögerte den Schuss solange, bis die Sprungrichtung des Torwarts ersichtlich war. Dann schob er den Ball lässig in die jeweils andere Ecke. Zugleich war er auch in der Lage, falls ein Torwart sich abwartend verhielt, die Schusstechnik kurzfristig umzustellen und den Ball knallhart auf das Tor zu schießen.

#### Auszeichnungen
1989, 1990 und 1992 wurde Wynton Rufer jeweils zu Ozeaniens Fußballer des Jahres gewählt. Anfang dieses Jahrtausends wurde Wynton Rufer als Ozeaniens bester Fußballer des 20. Jahrhunderts ausgezeichnet.

### Trainerlaufbahn
Rufer besitzt die A-Trainerlizenz, die er in Deutschland erwarb. Nach seiner Rückkehr nach Neuseeland gründete er im Juni 1997 eine Fußballschule für Kinder und Jugendliche. Er war zeitweilig Spielertrainer der Auckland Kingz. Ab Mai 2014 bis 2015 war er Trainer der Fußballnationalmannschaft von Papua-Neuguinea.

## Persönliches
Er hat einen älteren Bruder, Shane Rufer, der ebenfalls professioneller Fußballspieler war und ebenfalls – von 1982 bis 1991 – in der Schweiz spielte.
Wynton Rufer ist seit dem 7. Dezember 1986 mit einer Australierin verheiratet und hat mit seiner Frau zwei Söhne. Diese spielen ebenfalls aktiv Fußball, Caleb (* 1991) spielte eine Zeit lang in Deutschland, in der Jugend des SV Werder Bremen, sowie der Reserve des SV Wehen Wiesbaden. Der jüngste Sohn Joshua (* 1995) spielt in seiner Fußballschule Wynton Rufer Soccer School of Excellence (WYRNS). Sein Neffe Alex Rufer nahm an der U-20-Fußball-Weltmeisterschaft 2015 in Neuseeland teil und bestritt am 7. September sein erstes A-Länderspiel für Neuseeland.
Im Januar 2019 überlebte Wynton Rufer in Auckland einen Herzinfarkt, auch dank einer Reanimation durch Passanten.

## Erfolge
- DFB-Pokal: 1991, 1994
- Deutsche Meisterschaft: 1993
- Neuseeländische Meisterschaft: 1981
- Chatham Cup: 1997
- Europapokal der Pokalsieger: 1992
- Torschützenkönig der UEFA Champions League: 1993/94
- DFB-Pokal-Torschützenkönig 1989/90, 1993/94